# エンビバ

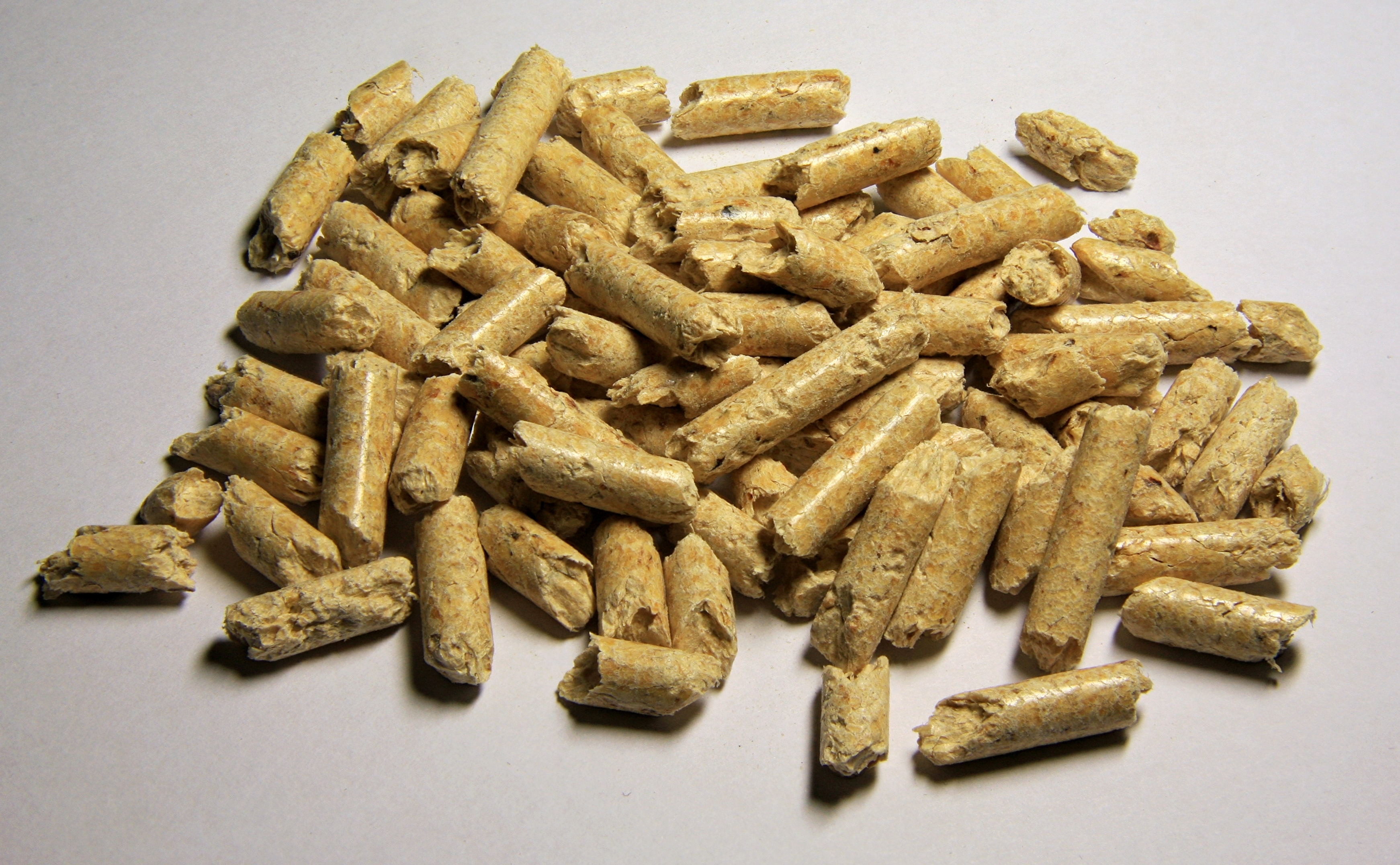
主力製品であるウッドペレット

エンビバ(英: enviva)は米国に本社を置く木質バイオマス燃料製造企業である。
ニューヨーク証券取引所の上場企業。

## 概要
多くの国に支社と工場を持ち、木質バイオマス製品を生産している。
特に木質ペレット製品のシェアが高く、世界最大である。
また、ジェット燃料などの液化燃料を木質バイオマスから製造するなど裾野も広い。
木質ペレットは日本を含む世界各国に輸出されている。

## 批判

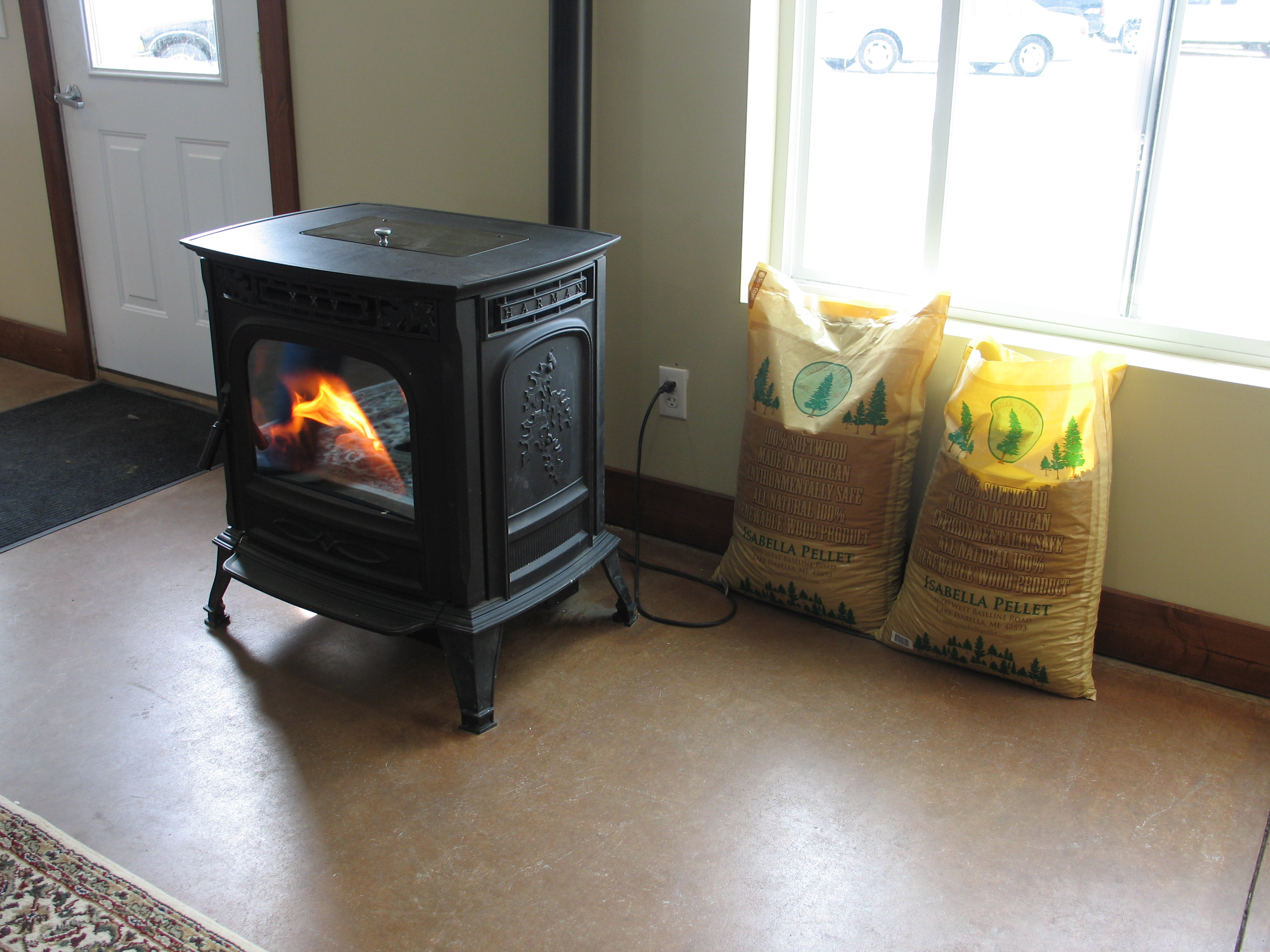
ウッドペレットとペレットストーブ

環境保護団体の報告ではエンビバは1日あたり50エーカーの土地を開発し木質ペレットの製造に当てている。
木質バイオマスは持続可能性に対し疑問が呈されており、また木質ペレットは発熱量あたりCO2発生量が石炭より多いという知見が定まってきているため、木質ペレットを供給する企業であるエンビバの責任について声が上がっている。

## 日本との関係

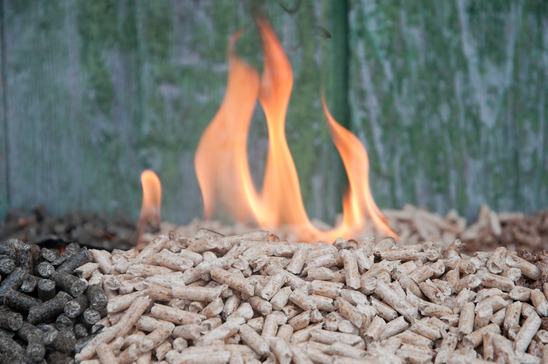
燃焼するウッドペレット

日本でのバイオマス発電に使われる木質ペレットの供給業者として住友商事等各社から採用されている。電源開発株式会社(J Power)は木質バイオマス火力発電のためのサプライチェーンに関して協力する覚書を締結している。
日本で使用するためのウッドペレットの製造、輸出に関して、アメリカの森林が破壊されていることや製造工場での公害問題が生じており、全米の環境団体からグリーンウォッシングであると、日本政府と共に名指しで批判された。
エンビバの工場がある米国ノースカロライナ州政府は木質ペレット製造の事業計画について懸念を表明している。